# 307 av. J.-C.
Cette page concerne l'année 307 av. J.-C. du calendrier julien proleptique.

## Événements
- Printemps : le tyran de Syracuse Agathocle de Syracuse, en guerre contre Carthage en Afrique, s'empare d'Utique et d'Hippo Acra; après avoir consolidé son pouvoir en Afrique, il confie le commandement des troupes à son fils et rentre en Sicile pour réprimer une révolte des cités siciliennes menée par Agrigente. En Afrique, son lieutenant Eumachos mène deux expéditions à l’intérieur des terres (printemps et été)[1].

- 20 mai (1er juillet du calendrier romain) : début à Rome du consulat  d'Appius Claudius Caecus « l’Aveugle » et de Lucius Volumnius Flamma Violens, d’origine étrusque[2]. Victoire du proconsul Fabius sur les Samnites à Allifae[3].

- Juin : la flotte de Démétrios Poliorcète entre dans le Pirée ; Démétrios de Phalère, gouverneur de Cassandre, est chassé de la ville et se réfugie en Égypte[4].
- Juillet : Démétrios proclame l'indépendance d'Athènes. La constitution démocratique abolie en 317 av. J.-C. est restaurée[4]. Les clérouchies d'Imbros et Lemnos sont rendues à Athènes. Celle-ci est donc libre mais avec un diadoque dans ses murs.
- Août : Démétrios Poliorcète s'empare de Mégare et de Munychie[4].
- Septembre : échec d’une nouvelle expédition d’Agathocle de Syracuse en Afrique[1].
- 12 octobre : Agathocle de Syracuse rentre précipitamment en Sicile, abandonnant son armée. Peu après, il détruit Ségeste[1] ; l'année suivante, il impose à Carthage une paix de statu quo et le paiement d’une indemnité en argent et en froment.

- Chine : 
  - Mort du roi Wu de Qin, en essayant de soulever un tripode en bronze à la suite d’un pari[5].
  - Le roi de Zhao crée un corps d’archers à cheval à l’imitation des tribus nomades de la boucle des Ordos et de la steppe mongole[6].

- Fondation de Séleucie du Tigre, capitale des Séleucides (307/300 av. J.-C.)[7].
- Fondation d’Antigonie (future Antioche)[8].

- Création d’un sanctuaire de la déesse Isis à Halicarnasse par Arsinoé, mère de Ptolémée[9].
- Athènes renforce ses remparts (307/306 av. J.-C.)[10].
- Agathocle de Syracuse utilise des mercenaires celtes pour sa deuxième expédition en Afrique[11].